# 김원중 (가수)
김원중(1959~)은 대한민국의 가수다. 노래 바위섬, 직녀에게 등을 부른 가수이다.

## 생애
전라남도 담양군 출신으로 전남대학교 농업경제학과에서 수학하였다.

## 수상
1984년에 바위섬으로 데뷔하였다. 바위섬은 5·18 광주 민주화 운동 당시 고립되었던 광주광역시을 의미한다고 나중에 알려졌다. 1985년 KBS 가요대상에 출연하여 남자신인상 후보에 올랐다. 1987년에는 노래 직녀에게를 발표하였는데, 남북통일을 기원하는 내용이라 한국방송공사로부터 금지 처분을 받았다.
현재 가수 활동과 함께 통일운동 활동을 하고 있다.

## 같이 보기
- 5·18 광주 민주화 운동